# 33703 Anthonyhill
33703 Anthonyhill este o planetă minoră (asteroid), cu un diametru de 4,733 km, din centura de asteroizi. A fost descoperită pe 18 mai 1999 la Experimental Test Site⁠(d) de Lincoln Near-Earth Asteroid Research. 
Obiectul prezintă o orbită caracterizată de o semiaxă mare de 2,6128704 UAi, o excentricitate de 0,09, o înclinație de 5,23176 ° în raport cu ecliptica.